# Peter Takeo Okada
Peter Takeo Okada (Ichikawa, 24 ottobre 1941 – Tokyo, 18 dicembre 2020) è stato un arcivescovo cattolico giapponese.

## Biografia
Nasce il 24 ottobre 1941 ad Ichikawa.
Riceve l'ordinazione sacerdotale il 3 novembre 1973.
Il 15 aprile 1991 viene nominato vescovo di Urawa: riceve l'ordinazione episcopale il 16 settembre dello stesso anno.
Il 17 febbraio 2000 viene promosso arcivescovo di Tokyo in sostituzione del dimissionario arcivescovo cardinale Peter Seiichi Shirayanagi.
Dal 2007 e fino al 2011 è stato presidente della Conferenza episcopale giapponese. In questo ruolo nell'aprile del 2008 ha chiesto a papa Benedetto XVI la chiusura del seminario Redemptoris Mater della diocesi di Takamatsu, lamentando il comportamento settaristico dei membri del Cammino neocatecumenale. Successivamente il seminario è stato trasformato in un seminario pontificio, sotto il diretto controllo della Santa Sede.
In qualità di presidente della Conferenza episcopale giapponese ed essendo arcivescovo della capitale, ha gestito economicamente e moralmente la crisi successiva al devastante terremoto dell'11 marzo 2011.
Il 27 luglio 2013 viene nominato amministratore apostolico sede vacante et ad nutum Sanctae Sedis della diocesi di Saitama, carica mantenuta fino al 24 settembre 2018.
Il 25 ottobre 2017 viene accolta la sua rinuncia al governo pastorale dell'arcidiocesi di Tokyo per raggiunti limiti di età.
Muore il 18 dicembre 2020 al Tokyo Medical and Dental University Hospital di Tokyo, dov'era ricoverato a causa di un tumore, all'età di 79 anni. Le spoglie sono state cremate il 20 dicembre prima delle solenni esequie, che sono state celebrate dall'arcivescovo Tarcisius Isao Kikuchi il 23 dicembre presso la cattedrale di Santa Maria.

## Genealogia episcopale e successione apostolica
La genealogia episcopale è:
- Cardinale Scipione Rebiba
- Cardinale Giulio Antonio Santori
- Cardinale Girolamo Bernerio, O.P.
- Arcivescovo Galeazzo Sanvitale
- Cardinale Ludovico Ludovisi
- Cardinale Luigi Caetani
- Cardinale Ulderico Carpegna
- Cardinale Paluzzo Paluzzi Altieri degli Albertoni
- Papa Benedetto XIII
- Papa Benedetto XIV
- Papa Clemente XIII
- Cardinale Marcantonio Colonna
- Cardinale Giacinto Sigismondo Gerdil, B.
- Cardinale Giulio Maria della Somaglia
- Cardinale Carlo Odescalchi, S.I.
- Cardinale Costantino Patrizi Naro
- Cardinale Lucido Maria Parocchi
- Papa Pio X
- Cardinale Gaetano De Lai
- Cardinale Raffaele Carlo Rossi, O.C.D.
- Cardinale Amleto Giovanni Cicognani
- Arcivescovo Mario Cagna
- Cardinale Peter Seiichi Shirayanagi
- Arcivescovo Peter Takeo Okada

La successione apostolica è:
- Vescovo Francis Xavier Osamu Mizobe, S.D.B. (2000)
- Vescovo Marcellino Taiji Tani (2000)
- Cardinale Tarcisius Isao Kikuchi, S.V.D. (2004)
- Vescovo James Kazuo Koda (2005)
- Vescovo Martin Tetsuo Hiraga (2006)
- Vescovo Bernard Taiji Katsuya (2013)